# إشبورن
اشبورن (بالألمانية: Eschborn) هي بلدة، مدينة وبلدة ألمانية تقع في ألمانيا في ماين-تاونوس. يقدر عدد سكانها بـ 20,848 نسمة.

## توأمة
لإشبورن اتفاقيات توأمة مع كل من:
- مونتجيرون
- بوفوا دي فارزيم
- جبار [الإنجليزية]‏